# Piotr Solarz
Piotr Solarz (ur. 18 kwietnia 1971 w Warszawie) – polski politolog, wykładowca, doktor habilitowany nauk społecznych, profesor Akademii Ekonomiczno-Humanistyczna w Warszawie oraz Wyższej Szkoły Zarządzania Personelem w Warszawie. Prorektor Wyższej Szkoły Zarządzania Personelem w Warszawie. Działacz społeczny w Stowarzyszeniu Promowania Myślenia Obywatelskiego (STPMO).

## Kariera naukowa
W 1996 ukończył studia z zakresu nauk politycznych w Instytucie Nauk Politycznych, Wydziału Dziennikarstwa i Nauk Politycznych na Uniwersytecie Warszawskim. Doktoryzował się w 2002 w Alma Mater na podstawie pracy zatytułowanej Rola euroregionów pograniczna niemiecko francuskiego i niemiecko polskiego w procesie integracji europejskiej wyróżnionej nagrodą Rektora Uniwersytetu Warszawskiego. Stopień naukowy doktora habilitowanego uzyskał w 2013 na Wydziale Nauk Społecznych Uniwersytetu Wrocławskiego w zakresie nauk społecznych – nauka o polityce, w oparciu o rozprawę Polityka regionalna w Polsce w latach 2004–2010.
W okresie od września 2001 do sierpnia 2002 na stażu naukowym w Instytucie Nauk Politycznych Uniwersytetu Hamburskiego oraz w 2011 na Uniwersytecie Wiedeńskim. Był stypendystą Fundacji Konrada Adenauera.
W latach 2010–2021 zaangażowany w działalność społeczną, której efektem było powołanie organizacji pozarządowej – Stowarzyszenie Promowania Myślenia Obywatelskiego. Główny celem STPMO jest propagowanie i kształtowanie postaw proobywatelskich oraz aktywności obywatelskiej poprzez różnorodne formy działania. Efektem były m.in. współorganizowanie międzynarodowej konferencji naukowej na temat Polska-Rosja trudne sąsiedztwo z udziałem Moskiewskiego Państwowego Instytutu Stosunków Międzynarodowych, zebranie Senackiej Komisji Spraw Zagraniczny na temat Trójką Weimarski w ocenie działań rządowych i pozarządowych oraz inne inicjatywy. STPMO współpracuje z Polskim Komitetem European Anti Poverty Network (EAPN), Polskim Towarzystwem Komunikacji Społecznej oraz Fundacją Konrada Adenauera.
Prowadzi działalność dydaktyczną w: Instytucie Nauk Politycznych Uniwersytetu Warszawskiego, Akademii Humanistycznej im A. Gieyszotra w Pułtusku, Uniwersytecie Przyrodniczo Humanistycznym Jana Kochanowskiego filia w Piotrkowie Trybunalskim, Uniwersytecie Kardynała Stefana Wyszyńskiego w Warszawie. Prowadził seminaria magisterskie i licencjackie. Obecnie wykładowca w Akademii Ekonomiczno-Humanistyczna w Warszawie oraz Wyższej Szkole Zarządzania Personelem w Warszawie. Prorektor Wyższej Szkoły Zarządzania Personelem w Warszawie.
Jego zainteresowania badawcze koncentrują się wokół problematyki administracji publicznej, integracji europejskiej, samorządu terytorialnego oraz współpracy transgranicznej.

## Najważniejsze publikacje
- Państwo – samorząd regionalny i lokalny (Warszawa: Vizja Press & IT, 2008)[4].
- Euroregiony pogranicza niemiecko-francuskiego i niemiecko-polskiego w procesie integracji europejskiej (Warszawa: Vizja Press & IT, 2009)[5].
- Współpraca transgraniczna jako czynnik procesu integracji europejskiej (Warszawa: Vizja Press&IT, 2009)[6].
- Polityka regionalna w Polsce w warunkach integracji europejskiej w latach 2004–2010 (Warszawa: Vizja Press & IT, 2011)[7].
- Biurokracja w funkcjonowaniu aparatu państwowego w Polsce po 1989 roku (Warszawa: Vizja Press&IT, 2013)[8].
- Europeizacja polityki rolnej i polityki regionalnej w Polsce w latach 2004–2019 (Warszawa: Wydawnictwo AEH, 2019)[9].
- Prawno-polityczne uwarunkowania europeizacji polskiego wymiaru sprawiedliwości: wybrane przykłady (Warszawa: Wydawnictwo AEH, 2020)[10].

## Współpraca redakcyjna
- Europa po zimnej wojnie: wybrane problemy red. nauk. Kazimierz Malak, Piotr Solarz (Piotrków Trybunalski: Naukowe Wydawnictwo Piotrkowskie przy Filii Akademii Świętokrzyskiej, 2006)[11].
- Jawność życia publicznego w Polsce pod red. Piotr Solarz (Warszawa: Vizja Press&IT – I wyd. 2007, II wyd. 2008)[12].

## Wybrane artykuły
- Korupcja, klientelizm i kapitalizm polityczny jako podstawowe pojęcia w dyskursie o jawności życia publicznego w Polsce, [w:] Jawność życia publicznego w Polsce, red. Piotr Solarz (Warszawa: VIZJA PRESS & IT, 2007)
- Uwarunkowania polityki rozwoju regionalnego w Polsce i w UE, [w:] Facere veritatem in caritate. Księga pamiątkowa dla Profesora Wojciecha Słomskiego z okazji nadania honorowego tytułu Licencjusz Teologii Adwentystycznej przez Senat WST-H im. Michała Beliny Czechowskiego, red. Dariusz Pater, Remigiusz Król (Podkowa Leśna: Signa Temporis, 2009)
- Contemporary problems of international environment, [w:] Ministrare. Prace poświęcone Śp. prof. zw. dr hab. Zachariaszowi Łyko, T. 2, red. Wojciech Słomski (Warszawa: Katedra Filozofii Wyższej Szkoły Finansów i Zarządzania w Warszawie, 2010)
- Ekonomiczne i kulturowo-polityczne przyczyny korupcji w Polsce po akcesji do Unii Europejskiej, [w:] Kwartalnik Naukowy Uczelni Vistula, 2013, 4(38), s.5-14[13]
- Rozwój idei i badań nad współpracą transgraniczną w Europie po II wojnie światowej, [w:] Region Warmii i Mazur w europejskich procesach integracyjnych, red. Wojciech Tomasz Modzelewski (Olsztyn: Wydawnictwo Uniwersytetu Warmińsko-Mazurskiego w Olsztynie, 2014)
- Problems of the official languages of the European Union, [w:] European Union as a Global Actor, red. Joanna Dyduch, Małgorzata Michalewska-Pawlak, Ryan Murphy (Wrocław: Oficyna Wydawnicza ASPRA-JR, 2014)
- Uwarunkowania polityczne i społeczne podmiotowości obywatela w społeczeństwie obywatelskim we współczesnej Polsce, [w:] Colloquium Wydziału Nauk Humanistycznych i Społecznych AMW, 2019, 2, s 67-94[14]
- One Or Many – The Problem Of The Official Languages Of The European Union (wspólnie z Jakub de Chyzy) referat wygłoszony na 37th IBIMA Conference on 1-2 April 2021 Cordoba, Spain (artykuł w druku)[15]